# Brama Złota w Gdańsku
Brama Złota (właściwie: Brama Długouliczna, Brama Ulicy Długiej, niem. Langgasser Tor) – zabytkowa brama miejska Głównego Miasta w Gdańsku. Stanowi początek ulicy Długiej, jest częścią Drogi Królewskiej.

## Historia
Pierwotnie w tym miejscu znajdowała się średniowieczna, gotycka Brama Długouliczna. Została zburzona, celem zastąpienia jej obecnie istniejącą bramą, która miała pełnić funkcję reprezentacyjną, a nie obronną. Brama Złota została ukończona w roku 1612, według projektu architekta Abrahama van den Blockego. Budowla utrzymana w stylu manierystycznym z nawiązaniami do architektury klasycznej – kształt wrót podobny do łuku triumfalnego, kolumny w porządku jońskim i kompozytowym. Od północy do bramy przylega Dwór Bractwa św. Jerzego.
Szczyt bramy ozdobiono rzeźbami w 1648 roku. Co najmniej do końca XVIII wieku posiadała zamykane wrota. W XIX wieku brama mieściła Królewską Szkołę Sztuk Pięknych. Budynek został uszkodzony w 1945 r. Odbudowany w 1957 roku. Obecna nazwa bramy jest ahistoryczna i została przyjęta po II wojnie światowej. Budynkiem zarządza Oddział Wybrzeże Stowarzyszenia Architektów Polskich.

## Detale architektoniczne

### Figury
Obie fasady bramy są zwieńczone attykami, na których ustawiono osiem rzeźb alegorycznych (po cztery z każdej strony). Obecne są rekonstrukcją posągów z 1878 będących kopiami oryginalnych, zniszczonych działaniem czynników klimatycznych rzeźb Piotra Ringeringa wykonanych w 1648 roku na podstawie projektu Jeremiasza Falcka. Figury od strony zachodniej symbolizują dążenia mieszczan: Pax („Pokój”), Libertas („Wolność”), Fortuna („Szczęście”) oraz Fama („Sława”). Od strony wschodniej (od ulicy Długiej) widać figury symbolizujące cnoty obywatelskie: Concordia („Zgoda”), Iustitia („Sprawiedliwość”)', Pietas („Pobożność”) oraz Prudentia („Rozwaga”).

### Inskrypcja
We fryzie na ścianie frontowej umieszczono cytat z Psalmu 122: ES MVSSE WOLGEHEN DENEN DIE / DICH LIEBEN ES MVSSE FRIEDE SEIN INWENDIG IN DEINE MAVREN VND / GLVCK IN DEINEN PALASTEN PSA - 122 („Niech zażywają pokoju ci, którzy ciebie miłują. Niech pokój będzie w twoich murach, a bezpieczeństwo w twych pałacach!”). Łaciński napis na bramie od strony ulicy Długiej głosi: Concordia res publicæ parvæ crescunt - discordia magnæ concidunt („Zgodą małe republiki rosną - niezgodą wielkie upadają”).

## Galeria

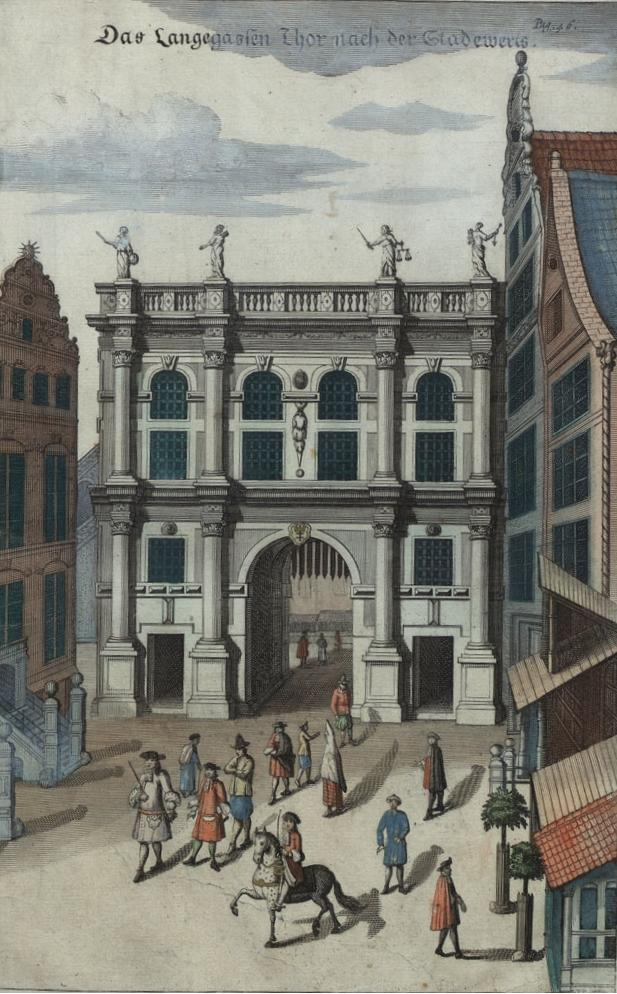
Złota Brama na ilustracji z opisu historii miasta Gdańska, autorstwa Reinholda Curickego z 1687 roku
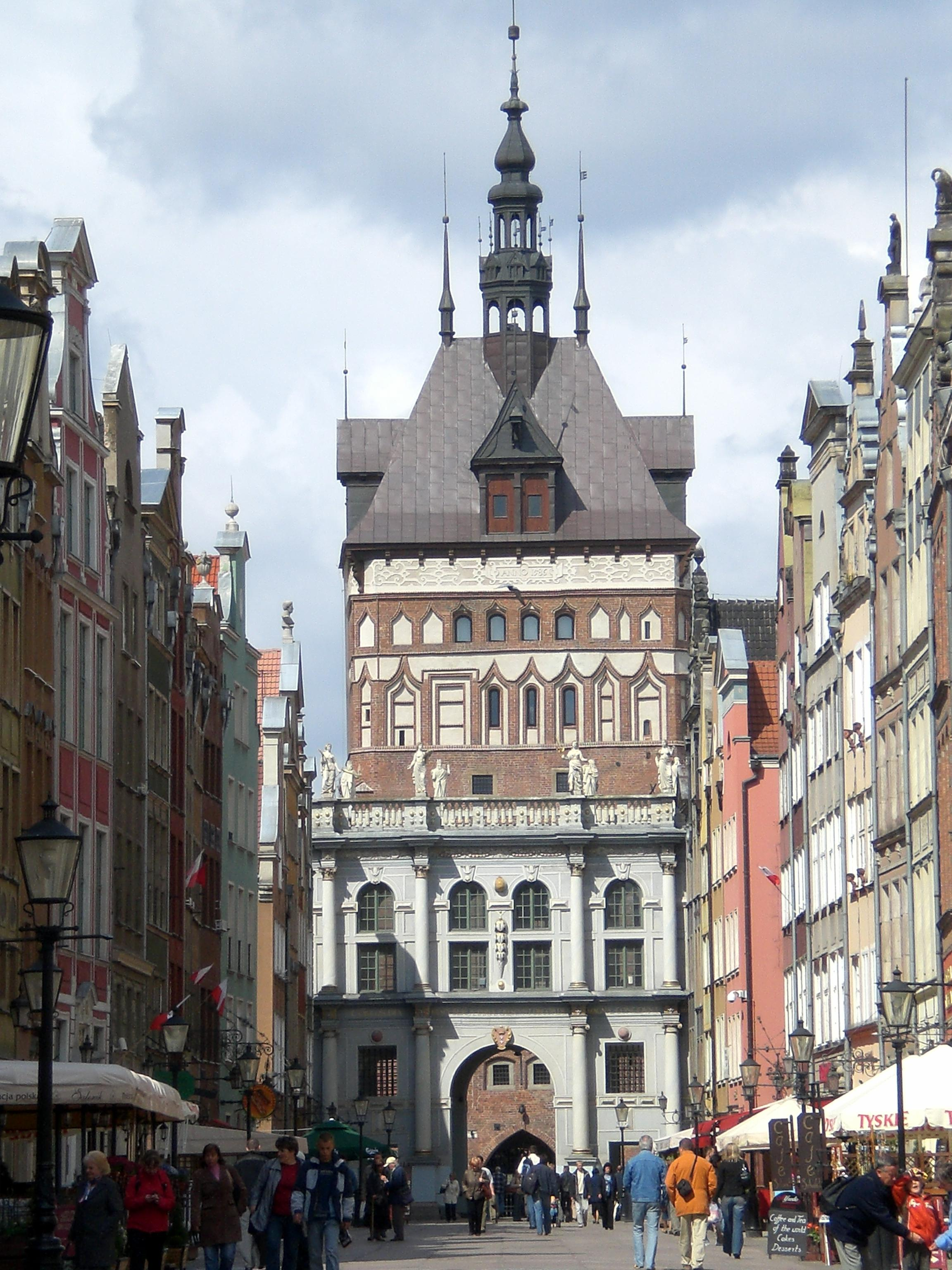
Widok od strony ulicy Długiej
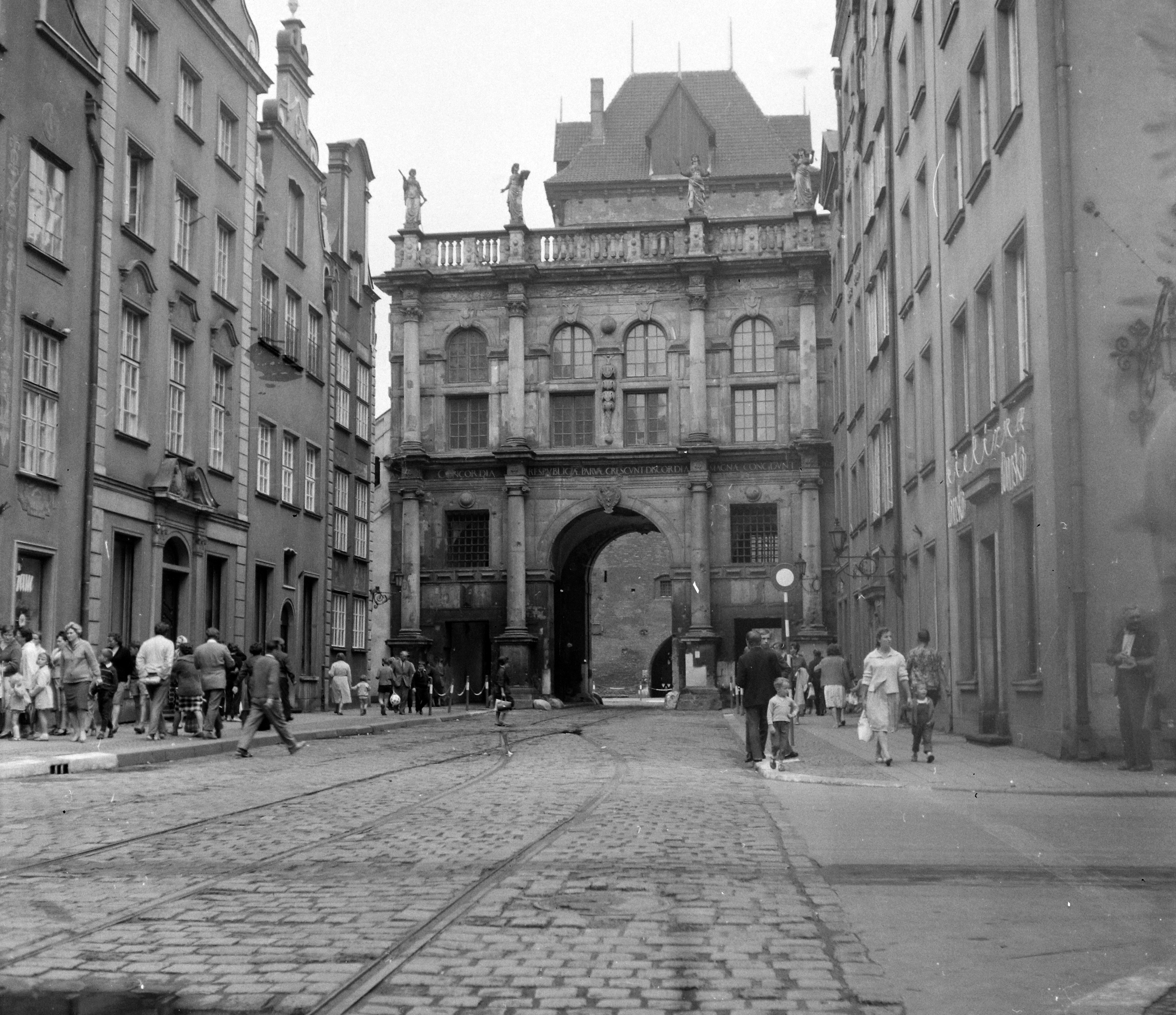
Brama Złota w 1963, widoczne tory tramwajowe